# Otto Carius
Otto Carius (Zweibrücken, 27 maggio 1922 – Herschweiler-Pettersheim, 24 gennaio 2015) è stato un militare tedesco, comandante di reparti corazzati della Wehrmacht col grado di tenente, a cui è stata accreditata la distruzione di più di 150 carri nemici durante la seconda guerra mondiale È stato inoltre insignito della Croce di Cavaliere della Croce di Ferro con Fronde di Quercia.

## Biografia
Di professione farmacista, Carius venne chiamato alla leva militare due volte, ma venne rifiutato entrambe con la seguente motivazione: "Non adatto al servizio perché sottopeso". Alla fine venne incorporato nel 104º battaglione di fanteria. Finito l'addestramento chiese di essere trasferito presso la Panzerwaffe, l'arma corazzata dell'esercito tedesco: Carius apprese le tecniche fondamentali della guerra con i carri armati a Putlos nell'Hosteline come membro del 7º battaglione panzer. Successivamente la sua unità venne integrata nell'appena costituito 21º battaglione panzer e nel giugno del 1941 venne inviata in Prussia orientale. Il suo battesimo del fuoco avvenne durante l'Operazione Barbarossa nel giugno 1941, quando era servente al cannone di un Panzer 38(t): nel corso di questo primo combattimento Carius venne ferito a causa di un proiettile che colpì il suo carro.
Nel 1943 Carius venne trasferito allo Schwere Panzerabteilung 502, un reparto corazzato d'élite equipaggiato con carri armati pesanti Tiger I. L'unità combatté a Leningrado e poi sostenne pesanti scontri nella zona di Narva in Estonia, frangenti nei quali Carius divenne de facto il comandante della 2ª compagnia del 502º. La nomina ad ufficiale gli pervenne subito dopo essere stato gravemente ferito mentre era in ricognizione a bordo di una motocicletta.
All'inizio del 1945, venne messo al comando di una compagnia di cacciacarri Jagdtiger inserita nello schwere Panzerjäger-Abteilung 512 ma l'8 marzo, senza aver potuto terminare l'addestramento al nuovo mezzo, la sua compagnia venne inviata in prima linea vicino a Siegburg. Prese poi parte alla difesa del fiume Reno e infine si arrese alle truppe statunitensi il 15 aprile 1945.

### Dopo la guerra
Finito il conflitto aprì una farmacia chiamata Tiger Apotheke e scrisse un libro intitolato "Tiger nel fango".
È morto nel 2015 dopo una breve malattia all'età di 92 anni.

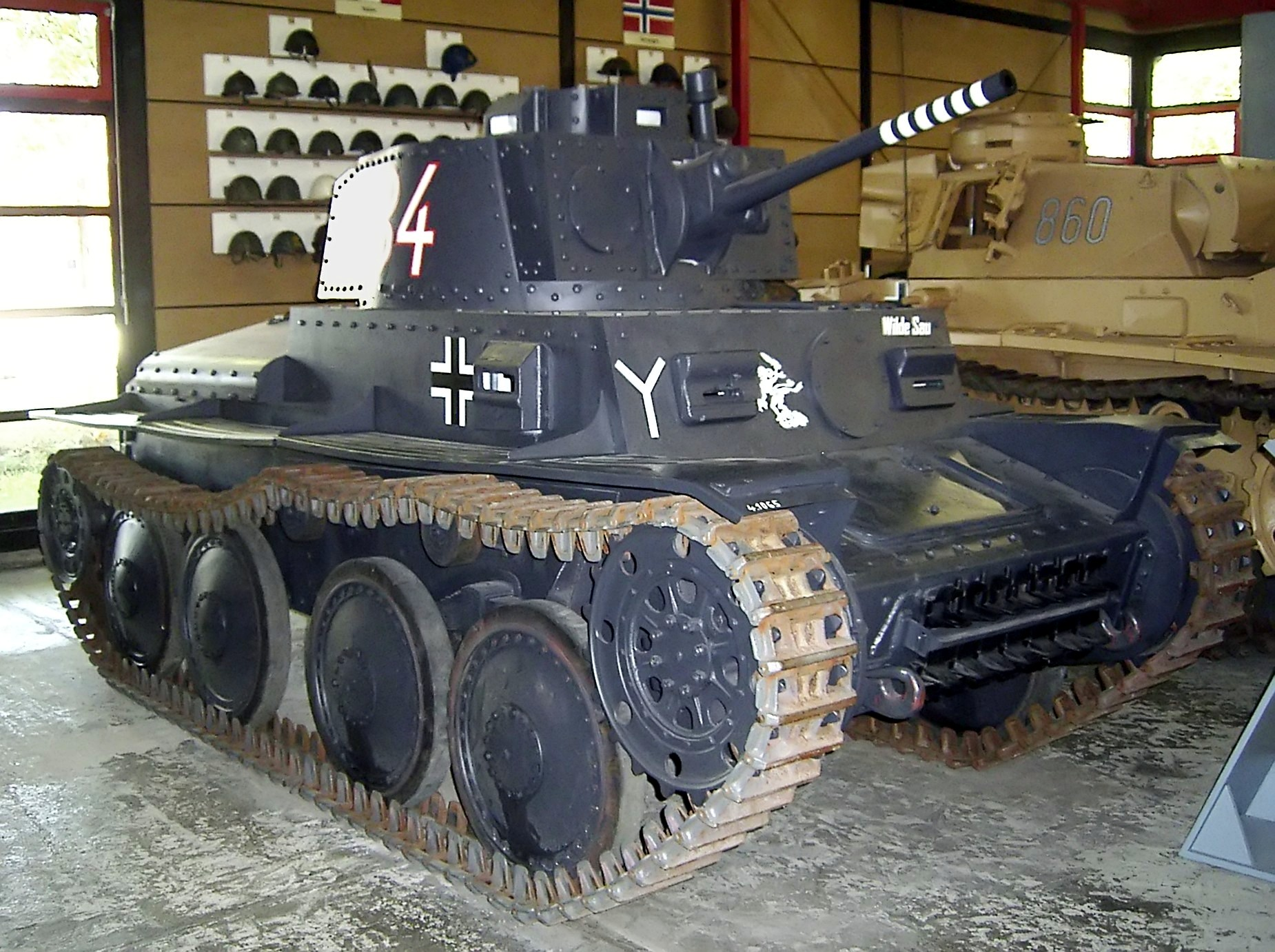
Un Panzer 38(t), il carro armato a bordo del quale Carius affrontò la sua prima battaglia